# Münster (Selters)
Münster is een plaats in de Duitse gemeente Selters (Taunus), deelstaat Hessen, en telt 1161 inwoners .